# Сафари подручја Зимбабвеа
Сафари подручја су део система заштите природе у Зимбабвеу заједно са Националним парковима и Рекреационим парковима. Сафари 
подручја имају нижи ниво заштите и дозвољено је више активности као и ограничена изградња. 
Лов је једна од дозвољених активности у сафари подручјима. Обично се налазе у близини 
националних паркова.
Основне особине 16 сафари подручја
| Сафари подручје | Површина (ha) | Основна употреба                                     |
| Чарара          | 169 214       | Посматрање дивљачи, спортски лов, водени спортови    |
| Чете            | 108 100       | Спортски лов, Истраживање (посебно крокодила)        |
| Чевори          | 339 000       | Спортски лов                                         |
| Чипинге         | 26 100        | Спортски лов                                         |
| Чириса          | 171 300       | Спортски лов, Интензивно истраживање дивљих животиња |
| Данде           | 52 300        | Спортски лов                                         |
| Дека            | 51 000        | Спортски лов, пешачење кроз дивљину                  |
| Дома            | 94 500        | Спортски лов                                         |
| Хартлеј         | 44 500        | Спортски лов                                         |
| Малапати        | 15 400        | Посматрање дивљачи                                   |
| Матетси         | 295 500       | Спортски лов                                         |
| Сапи            | 118 000       | Спортски лов, комерцијални фото-сафари               |
| Сибилобило      | 2 270         | Спортски лов                                         |
| Тули            | 41 600        | Спортски лов, посматрање дивљачи                     |
| Умфурудзи       | 76 000        | комерцијални фото-сафари                             |
| Урунгве         | 289 400       | Спортски лов, комерцијални фото-сафари               |